# 1. FC Union Solingen
1. FC Union Solingen was een Duitse voetbalclub uit Solingen, Noordrijn-Westfalen. 

## Geschiedenis
De club werd op 21 mei 1990 opgericht als opvolger van het failliete SG Union Solingen. Deze club die in 1974 tot stand gekomen was door een fusie speelde van 1975 tot 1989 in de 2. Bundesliga. Hoewel het om een nieuwe club ging mocht 1. FC Union toch in de Verbandsliga starten, de vierde klasse waar het de plaats van SG Union innam. In 1994 werd de club kampioen en promoveerde naar de Oberliga Nordrhein, door de herinvoering van de Regionalliga werd dit nu de vierde klasse. De club kreeg een pandoering van 0:7 om de oren van Rot-Weiß Oberhausen, maar kon toch het behoud verzekeren. In 1996 volgde echter wel een degradatie. Twee jaar later volgde zelfs een nieuwe degradatie naar de Landesliga. In 2000 promoveerde de club weer en twee jaar later werd de club opnieuw kampioen en keerde terug naar de Oberliga Nordrhein. De club verloor onder andere met 1:8 van Wuppertaler SV, maar kon het behoud toch verzekeren. In 2005 werd Solingen achtste. In februari 2007 vroeg de club het faillissement aan, maar kon dit in mei weer terugroepen, door een voorlaatste plaats degradeerde de club wel uit de Oberliga.
Met drie punten achter stand op VfB Speldorf werd de club vicekampioen, het volgende seizoen werd de club laatste en degradeerde naar de Landesliga. Op 29 juni 2010 werd opnieuw het faillissement aangevraagd. Een aantal spelers van het eerste elftal ging spelen bij Bezirksligaclub  BSC Aufderhöhe en waren er gesprekken om de naam te wijzigen in BSC Union Solingen. Na een jaar afwezigheid speelde het eerste elftal van 1. FC Union terug competitie, in de Bezirksliga Niederrhein 2. De club werd afgetekend laatste en ging nu helemaal failliet. 

### Opvolgersconflict
Sinds 2010 strijden OFC Solingen en BSC Union Solingen erom wie de rechtmatige opvolger van de club is. Nadat het faillissement aangevraagd werd in 2010 richtten enkele voormalige bestuursleden, sponsors en fans OFC Solingen op om zo de jeugdafdeling perspectief te geven. Het grootste deel van de Union-aanhangers sloten zich bij de nieuwe club aan. In 2012 startte de club in de Kreisliga C en promoveerde meteen.
Een andere groep wilde de club echter redden en was voor een samensmelting met BSC Aufderhöhe, dat in de Kreisliga A speelde. Deze fusie werd in april 2012 voltrokken. Op 15 juni werd de naam van SC Aufderhöhe in BSC Union Solingen veranderd. Hoewel 1. FC Union op dit moment niet meer bestond ziet het bestuur van de club dit toch als een fusie. 